# Dólico

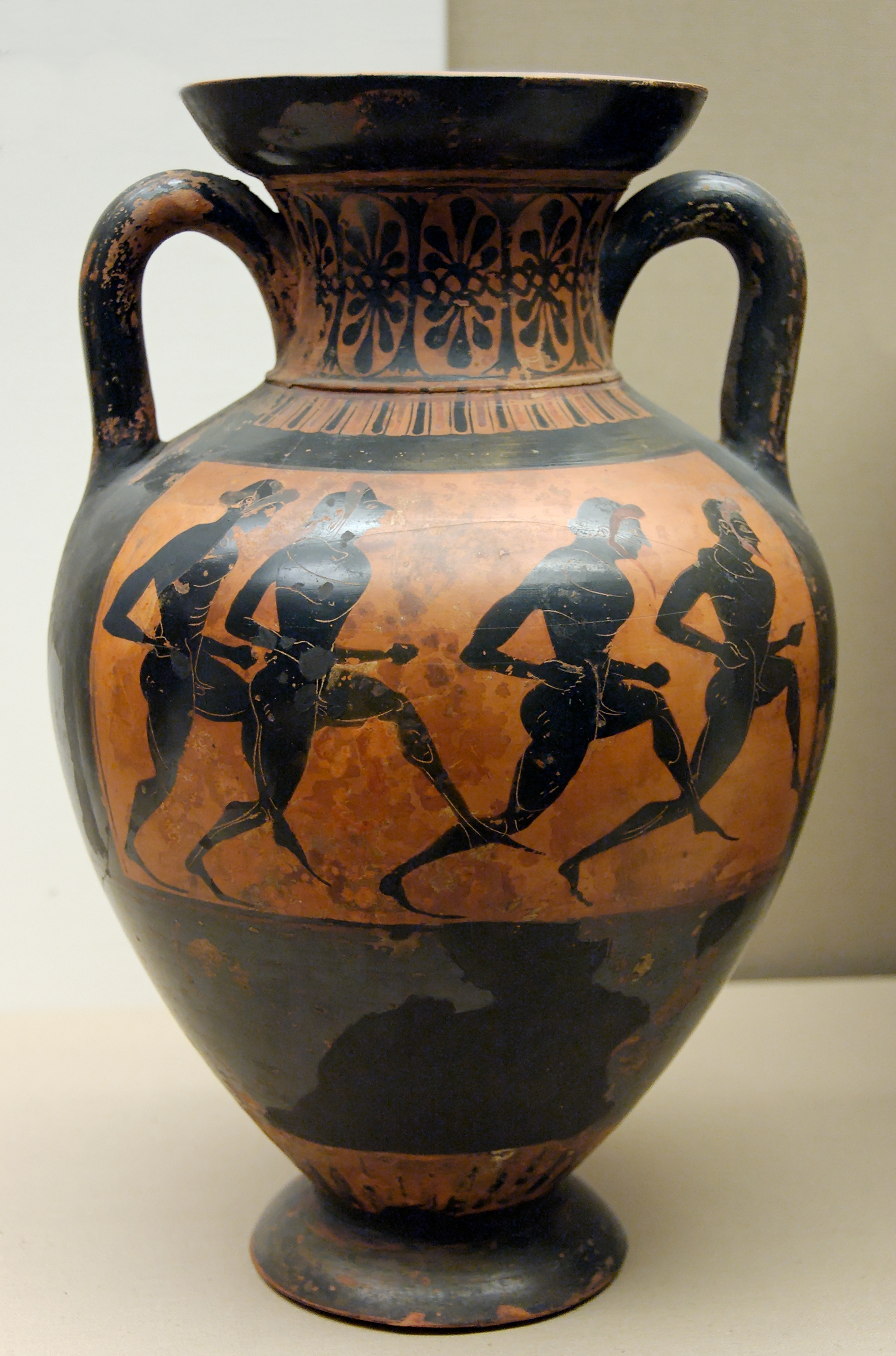
Carrera en ánfora panatenaica griega hacia el 530 a. C.

El dólico (griego: Δολιχος, dolichos, "carrera larga") era una carrera a pie de longitud variable de 7, 12 o 24 veces el estadio, introducida en la decimoquinta olimpiada de los Juegos Olímpicos en la Antigüedad, en el 720 a. C.
Se convirtió en una de las carreras habituales en los Juegos Panhelénicos.

## Descripción
La longitud de cada carrera variaba según la longitud del estadio, porque el pie griego variaba de una localidad a otra: el estadio en Olimpia era 192,37 metros, mientras que en Delfos medía 177.5 m. En Olimpia la distancia era de 24 estadios, correspondientes a alrededor de 4,8 kilómetros. 